# نایجل کاستلو
نایجل کاستلو (انگلیسی: Nigel Costello؛ زادهٔ ۲۲ نوامبر ۱۹۶۸) بازیکن فوتبال اهل بریتانیا است.
از باشگاه‌هایی که در آن بازی کرده‌است می‌توان به باشگاه فوتبال یورک سیتی اشاره کرد.